# Малинина, Елена Анатольевна
Елена Анатольевна Малинина — российский химик, лауреат премии им. Чугаева РАН.
Родилась 27.05.1957.
С 1980 г. работает в ИОНХ АН СССР (РАН), в настоящее время — ведущий научный сотрудник Лаборатория химии легких элементов и кластеров.
Кандидат (1990), доктор (2009) химических наук. Докторская диссертация:
- Кластерные анионы бора BnHn2- (n = 10, 12) в качестве лигандов в координационных соединениях металлов IБ-группы и свинца(II) : диссертация … доктора химических наук : 02.00.01 /Малинина Елена Анатольевна; [Место защиты: Ин-т общ. и неорган. химии им. Н. С. Курнакова РАН]. — Москва, 2009. — 199 с. : ил.

Область научных интересов:	химия кластерных анионов бора, координационная химия.
Лауреат премии им. Чугаева РАН (2006, вместе с Н. Т. Кузнецовым и К. Ю. Жижиным) — за цикл работ «Координационные соединения кластерных анионов бора».
Некоторые публикации:
- Е. А. Малинина, К. Ю. Жижин, И. Н. Полякова, М. В. Лисовский, Т.Кузнецов. — Координационные соединения Ag(I) и Cu(I) с клозо-декаборатным анионом B10H102- в качестве лиганда. — Журнал Неорганической Химии. 2002. Т.47. № 8. С.1275-1284.
- Е. А. Малинина, К. Ю. Жижин, В. Н. Мустяца, Л. В. Гоева, И. Н. Полякова, Н. Т. Кузнецов. — клозо-Декабораты меди(I) и серебра(I) с необычной геометрией борного полиэдра. -Журнал Неорганической Химии. 2003. Т.48. № 7. С. 1102—1109.
- И. Н. Полякова, Е. А. Малинина, Н. Т. Кузнецов. — Кристаллические структуры купрадекаборатов цезия и диметиламмония, Cs[CuB10H10] и (CH3)2NH2[CuB10H10]. — Кристаллография. 2003. Т.48. № 1. С.89-96.
- К. Ю. Жижин, В. Н. Мустяца, Е. А. Малинина, Е. Ю. Матвеев, Л. В. Гоева, И. Н. Полякова, Н. Т. Кузнецов. — Нуклеофильное раскрытие циклических заместителей в производных клозо-декаборатного аниона. — Журнал Неорганической Химии. 2005. Т.50. № 2. С.243-249.
- Е. А. Малинина, В. В. Дроздова, В. Н. Мустяца, Л. В. Гоева, И. Н. Полякова, Н. А. Вотинова, К. Ю. Жижин, Н. Т. Кузнецов. — Координационные соединения Cu(I) с клозо-додекаборатным анионом. — Журнал Неорганической Химии. 2006. T. 51. № 11. С. 1832—1836.